# Spodnje Verjane
Spodnje Verjane so naselje v Občini Sveta Trojica v Slovenskih goricah.